# Монастырь Мурхардт
Монастырь Мурхардт (иногда Мурхарт; нем. Kloster Murrhardt) — бывший бенедиктинский монастырь, располагавшийся в баден-вюртембергском городе Мурхардт и основанный в VIII веке на месте древнеримского форта. Наряду с аббатствами Эльванген и Хирзау является одним из древнейших монастырей области Вюртемберг.
Первая небольшая деревянная церковь (4х6 метров) на этом месте была, возможно, основана св. Пирмином в 736 году. Остатки церкви были открыты раскопками в 1963.